# Svarttjärnen (Junsele socken, Ångermanland, 709980-154500)
Svarttjärnen är en sjö i Sollefteå kommun i Ångermanland och ingår i Ångermanälvens huvudavrinningsområde.